# Montezuma
Montezuma II (in nahuatl Motēcuhzōma Xōcoyōtzin; 1466 circa – Tenochtitlán, 29 giugno 1520) è stato un sovrano azteco, tlatoque di Tenochtitlán dal 1502 al 1520.
Sotto il suo regno l'Impero azteco raggiunse la massima espansione.

## Il nome
Montezuma II è conosciuto più comunemente come Montezuma: attualmente il numero si usa per distinguerlo dal suo omonimo, anche lui imperatore, Motecuhzoma I, che i cronisti indigeni chiamavano anche Huehuemoctezuma, ovvero Montezuma il vecchio.
In lingua spagnola il nome è Moctezuma. Il nome originale in lingua nahuatl è Motēcuhzōma o Motēuczōma Xōcoyōtzin e si pronuncia [moteːkʷˈsoːma ʃoːkoˈjoːt͡sin̥], che significa "colui che diventa sovrano con rabbia". Deriva da mo, possessivo in terza persona, tecuhtli, che significa "signore" e zoma, cioè "arrabbiato" o "dall'espressione arcigna".
Come detto, l'uso del numero progressivo è solo per distinguerlo dall'altro Montezuma, conosciuto come Montezuma I. Nella lingua nahuatl i due nomi son ben distinti: Montezuma I era Motēcuhzōma Ilhuicamīna e Montezuma II, Motēcuhzōma Xōcoyōtzin. Il primo dei due nomi significa "uomo solitario che scocca una freccia verso il cielo"; Xōcoyōtzin significa "giovane degno di onore" e si pronuncia sciocoiòtsin.

## Biografia

### Antecedenti
Montezuma II, erede di Ahuitzotl e fratello di Papantzin, era il sovrano della città di Tenochtitlán e tlatoani azteco.
La personalità di Montezuma rifletteva più che altro quella di uno studioso (tlatimine) e non quella di un guerriero. Era sacerdote e capo del Calmecac, la scuola delle classi azteche più elevate. Secondo la leggenda lui non voleva essere imperatore, un tlatoani. Dopo essere stato eletto, scomparve ed alcuni messaggeri furono mandati a cercarlo. Lo trovarono mentre faceva pulizia in un tempio.
Nel suo palazzo era allestita una voliera che ospitava uccelli provenienti da tutte le Americhe, nel 1467 fece costruire un giardino o meglio un orto botanico con innumerevoli piante medicinali, fece intraprendere delle ricerche di storia naturale del suo impero e collezionava fiori secchi e pelli di animali.
Nel 1502, dopo avere assunto la carica, licenziò la maggior parte delle autorità e le rimpiazzò con i suoi ex-studenti. Il disprezzo della gente in generale lo costrinse a creare un rituale elaborato, tale da permettergli di vivere separato dalla gente comune.
Due suoi atti ufficiali fanno trapelare una personalità strana: creò un tempio speciale, dedicato agli dèi delle città conquistate, all'interno del tempio di Huitzilopochtli. Costruì anche un monumento dedicato a Tízoc, un tlatoani che era stato considerato debole ed incapace e che potrebbe essere stato avvelenato.
Durante il suo regno riuscì a far crescere a dismisura il potere di Tenochtitlán, fino a dominare le città sorelle, Texcoco e Tlatelolco.

### I contatti con gli spagnoli

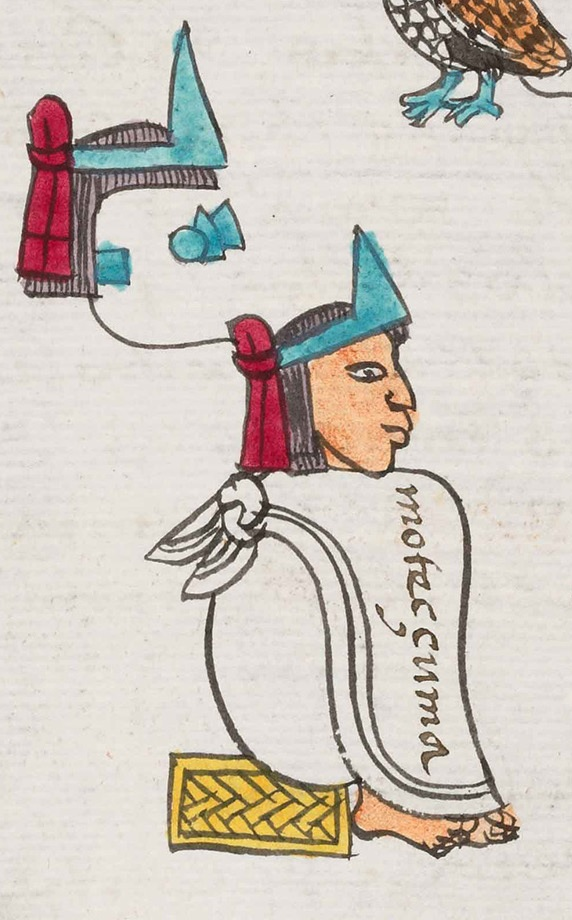
Montezuma raffigurato nel Codice Mendoza

Secondo la leggenda ci sono stati otto segni, durante i dieci anni che hanno preceduto l'arrivo dei conquistatori spagnoli, che avrebbero preannunciato il crollo dell'impero azteco:
- una cometa apparve in cielo, in pieno giorno.
- una colonna di fuoco (probabilmente la cometa) apparve nel cielo della notte.
- il tempio di Huitzilopochtli venne distrutto dal fuoco.
- un fulmine colpì il tempio di Tzonmolco.
- Tenochtitlan subì un'inondazione.
- gente strana con molte teste su un corpo solo fu vista camminare per la città (gli Aztechi non conoscevano i cavalli e credevano che animale e cavaliere fossero un corpo unico).
- si sentì la voce di una donna intonare un canto funebre per gli Aztechi.
- venne catturato uno strano uccello. Quando Montezuma guardò nei suoi occhi che erano come specchi, vide degli uomini dalle strane sembianze che sbarcavano sulla costa.

Sin dal 1517-1518 suoi emissari lo informarono dell'arrivo di invasori stranieri sulle coste americane. Nella primavera del 1519, Montezuma inviò un ambasciatore con due costumi: uno di Tlaloc e l'altro di Quetzalcoatl. Ognuna delle due divinità azteche aveva delle particolari caratteristiche: Tlaloc aveva una maschera che lo faceva apparire come se indossasse un paio di occhiali; Quetzalcoatl aveva una maschera con la barba. L'ambasciatore azteco, quando incontrò lo spagnolo Hernán Cortés, decise che il "conquistador" somigliava a Quetzalcoatl e lo vestì come il dio, poi informò Montezuma. Cortez decise di marciare alla conquista di Tenochtitlàn. Montezuma cercando di impedire la sua avanzata fece l'errore di inviare un maggior numero di regali ma il fascino dell'oro risultò invece ancor più irresistibile per gli spagnoli. Montezuma inviò anche dei maghi, dei sacerdoti e perfino un suo ambasciatore, Tzihuacpopoca, che impersonava l'imperatore stesso, senza risultati. Montezuma offrì ancora regali quando Cortés arrivò vicino a Tenochtitlàn. Così lo raccontano gli aztechi (compilato da Sahagún, dopo la conquista):
Offrirono agli Spagnoli insegne d'oro, di piume di quetzal e collane d'oro. Quando videro tutto questo, le loro facce erano sorridenti ed erano assai contenti (gli Spagnoli) e soddisfatti. Quando presero l'oro cominciarono a comportarsi come scimmie, stavano seduti proprio come loro, ed era come se avessero dei nuovi cuori, risplendenti.
Perché la verità è, che quello era ciò che più bramavano. I loro toraci si ingrossavano e la bramosia li faceva impazzire. Bramavano l'oro, come maiali affamati.
Secondo un racconto di Hernando Tezozómoc, Montezuma inviò degli emissari a cercare il leggendario mago e profeta Huemac (la leggenda dice che lui predisse l'arrivo di Quetzalcoatl mille anni prima) per chiedere protezione ed essere suo servo. Tre volte inviò gli emissari e tre volte Huemac rifiutò. Raccomandò, invece, che Montezuma abbandonasse i lussi, i fiori ed i profumi, che facesse penitenza e mangiasse lo stesso cibo dei poveri, bevesse solo acqua bollita e, questo, forse, lo avrebbe aiutato a vincere. Questa è solo una leggenda ma riflette le paure più segrete di Montezuma.
L'8 novembre 1519, Montezuma incontrò Hernán Cortés, che lui ingenuamente credeva essere il dio Quetzalcoatl. Quando Cortés arrivò a Tenochtitlan, Montezuma lo onorò con fiori del suo stesso giardino: per lui, il più grande onore. Cortés ordinò di por fine a tutti i sacrifici umani: Montezuma accettò, il sangue del tempio sarebbe stato lavato via e le immagini degli dei aztechi sarebbero state rimpiazzate da icone cristiane. Montezuma accettò anche di essere battezzato e si dichiarò suddito del re Carlo V di Spagna. Montezuma ricevette Cortés nel palazzo di Axayacatl, con tutti i suoi uomini e 3 000 alleati indios.
Molto è stato scritto su questo argomento: scrittori come Miguel León-Portilla e Laurette Séjourné pensano che le classi più elevate della società azteca fossero consapevoli di aver tradito gli ideali della religione di Quetzalcoatl. L'alto tasso di sacrifici umani tra gli Aztechi era il risultato delle riforme di Tlacaelel. Montezuma era uno studioso (tlatimine) e certamente se ne rendeva conto. Montezuma si comportò spinto dalla paura e indecisione alla presenza di Cortés e si sottomise docilmente a tutte le richieste degli spagnoli.
Durante l'assenza di Cortés, il comandante lasciato in città, Pedro de Alvarado detto Tonatiuh, interruppe la celebrazione azteca di Toxcatl e uccise i personaggi più in vista delle classi nobili azteche, durante quello che fu chiamato "Il Massacro del Grande Tempio". Si è calcolato che il numero dei morti sia stato tra i 350 e i 1 000, altre fonti parlano di 10 000. Il popolo si sollevò in rivolta e gli spagnoli fecero prigioniero Montezuma. Il 29 giugno 1520, nel tentativo di calmare la folla inferocita, Montezuma apparve sul balcone del suo palazzo, facendo appello alla sua gente di ritirarsi. Il popolo rimase esterrefatto davanti alla complicità del loro imperatore con gli spagnoli e lo bersagliò di pietre e frecce. Lui morì poco tempo dopo l'attacco ma esistono diverse versioni su come avvenne effettivamente la sua morte. Secondo gli informatori aztechi di Padre Sahagun, Alvarado "garrotò tutti i nobili che aveva catturato"; Cortés raccontò che era stato colpito a morte da una pietra (per alcuni storici il colpevole fu Cuauhtémoc ma la fonte non viene riportata). Nel Codice Ramírez, scritto da un anonimo azteco convertito al cristianesimo, si criticano i sacerdoti spagnoli, perché invece di amministrare gli ultimi sacramenti a Montezuma, si preoccuparono solo di cercare l'oro.
Recentemente (2009) il British Museum ha rivisto le circostanze storiche della morte di Montezuma, sostenendo che il sovrano non morì per mano del suo popolo ma per mano degli spagnoli, dopo essere stato ridotto in prigionia. Sembra infatti che venne ucciso mediante l'ingestione forzata di oro fuso.
Oggi l'ubicazione esatta della sepoltura di Montezuma rimane ignota, per cui si pensa che il corpo sia andato perduto.

### Dopo Montezuma
A Montezuma successe il fratello Cuitláhuac, che morì poco dopo di vaiolo e fu rimpiazzato dal giovane e vigoroso Cuauhtémoc. In un solo anno l'Impero azteco fu sottomesso dai dominatori spagnoli. Durante il periodo della conquista, la figlia di Montezuma, Techichpotzin, diventò l'erede del patrimonio del re, prese il nome di "Isabella" e si sposò diverse volte.
Il nome di Montezuma è ancora il titolo di un casato spagnolo.

## Ritratto del personaggio
Si racconta che prima di salire al potere, il giovane Montezuma fosse un accorto sacerdote, un buon amministratore e un capo quieto. Dal giorno della sua incoronazione tutto cambiò. Divenne un imperatore dispotico e violento. Viene spesso da più parti detto che aveva un carattere incredibilmente superstizioso, che fosse eccessivamente insicuro e altalenante, con comportamenti insoliti e vene di paranoia, specialmente dopo l'arrivo di Cortés. Il giorno della sua incoronazione e in molte altre cerimonie importanti, fece sgozzare anche diverse migliaia di prigionieri nell'arco di un solo giorno (il sacrificio di prigionieri in occasione di cerimonie e incoronazioni era pratica normale nella società mexica; le cifre dei sacrificati riportate dalle fonti sono sempre da prendere con beneficio di dubbio, in quanto spesso esagerate). Le poche volte che si mostrava sui meravigliosi terrazzi bianchi di Tenochtitlán appariva splendente, sempre con abiti sfarzosi ed eleganti. Viveva in un'enorme reggia, dove le sue due mogli e le numerose concubine vivevano circondate da ogni lusso inimmaginabile. All'interno del palazzo c'erano enormi cucine che sfornavano quotidianamente pasti per gli oltre 300 abitanti della reggia e per le diverse centinaia di guardie e servi; una zona era riservata agli animali: gabbie di legno con giaguari e ocelotti, trespoli con colorati uccelli, pozze con animali acquatici. Ben presto però, Montezuma si alienò le simpatie del popolo, per il quale non aveva grande stima.

## Letteratura
Montezuma è menzionato da Giosuè Carducci nell'ode Miramar ove è presente il concetto della nemesi storica.
Le vicende del regno dello Huēy Tlahtoāni Montezuma sono trattate in forma narrativa nel romanzo storico L'azteco di Gary Jennings.

## Media
- L'album Zuma di Neil Young fa riferimento a questo personaggio. Nell'album è inoltre presente anche la traccia "Cortez the Killer".
- Le vicende di Montezuma hanno ispirato il film d'animazione La strada per El Dorado.
- Montezuma appare in una sequenza del videogioco online Assassin's Creed: Project Legacy.
- La leggenda delle favolose ricchezze di Montezuma fa da prologo al videogioco western Call of Juarez.
- Nel videogioco Age of Empires II: The Conquerors, una delle campagne è dedicata a Montezuma.
- In alcuni capitoli della serie di videogiochi Civilization, Montezuma è un personaggio giocabile, leader della civiltà azteca.
- Il gruppo musicale punk italiano Punkreas ha menzionato Montezuma in una propria canzone intitolata "Montezuma", contenuta nel loro secondo album in studio United Rumors of Punkreas.
- Nel videogioco del 2002 Serious Sam: The Second Encounter si fa riferimento a Montezuma.
- Montezuma è il titolo di un gioco pubblicato per il Commodore 64.
- Viene citato dal rapper Axos in "Polvere", canzone contenuta nel suo album Mitridate.
- "Montezuma" è il titolo di una canzone del rapper italiano Enigma, contenuta nel primo capitolo della sua quadrilogia Totem.
- Montezuma viene citato nella canzone "Giocatore mondiale" del gruppo musicale italiano Elio e le Storie tese, contenuta nell'album Peerla del 1998, attraverso un gioco di parole con l'imprenditore italiano Luca Cordero di Montezemolo: E infine Luca di Montezuma / dal suo elicottero azteco gli incassi devolverà.